# 5264 Telephus
5264 Telephus è un asteroide troiano di Giove del campo greco del diametro medio di circa 73,26 km. Scoperto nel 1991, presenta un'orbita caratterizzata da un semiasse maggiore pari a 5,2086091 UA e da un'eccentricità di 0,1107350, inclinata di 33,57585° rispetto all'eclittica.
L'asteroide è dedicato a Telefo, figlio di Ercole.